# Giacomo Fogliano
Giacomo Fogliano, auch Giacomo Fogliano da Modena, Jacopo Fogliani oder Jacobus Folianus (* 1467 oder 1468 in Modena; † 10. April 1548 ebenda) war ein italienischer Komponist, Organist und Orgelsachverständiger der frühen Renaissance.

## Leben und Wirken
Giacomo Fogliano war der Sohn von Alessandro Foiano aus Modena; auch Giacomos Bruder Lodovico (um 1475 – um 1540) ist als Komponist bekannt geworden, aber auch als Musiktheoretiker. Aus Giacomo Foglianos früher Zeit und Ausbildung sind keine Informationen überliefert. Aus seinem gesicherten Todesdatum, das in dem Sterberegister der Stadt Modena und auf seinem Grabstein im Dom vermerkt ist, sowie aus der dortigen Angabe, dass er 80 Jahre alt wurde, ergibt sich sein ungefähres Geburtsjahr. 
Fogliano wurde im Jahr 1489 Organist im Dom zu Modena und übte dieses Amt zunächst bis 1497 aus. Über sein Wirken und seinen Aufenthalt in den sieben Folgejahren ist nichts überliefert. Die Vermutung des Musikhistorikers Daniele Fusi aus dem Jahr 1985, dass er mit einem „Stadtpfeiffer“ in Siena namens Giacomo di Salvatore oder Piffaro dei Magnifici Signori identisch sein könnte, der 1498 in den dortigen Stadtakten genannt wird, ist wegen dessen Namen Salvatore höchst unwahrscheinlich. Nicht ganz so unsicher ist die gelegentliche Behauptung von Musikhistorikern, Fogliano sei zumindest vorübergehend auch Kapellmeister am Dom zu Modena gewesen. Gesichert ist Giacomo Foglianos erneutes Wirken am Modenaer Dom vom Jahr 1504 bis zu seinem Ableben 1548. 
Seine Aufgaben umfassten außer dem Organistendienst die Tätigkeit als Sänger, die Unterrichtung der Corknaben, die Komposition und der Orgelunterricht. Der Verleger Ottaviano Petrucci veröffentlichte viele von Foglianos Vokalwerken; das früheste war eine Frottola im Jahr 1502. Von den Jahren 1512 bis 1514 unterrichtete der Komponist auf Bitten von Kardinal Ippolito I. d’Este den späteren Kardinal Giulio Segni (1498–1561) im Spiel auf Tasteninstrumenten; es gibt einen Brief von Fogliano an Ippolito vom 13. März 1514 zum Abschluss dieses Unterrichts. Diesem Brief war eine von Foglianos neuen Motetten (Zitat: un mio novo mottetto) beigelegt.
Der Schriftsteller Giovanni Maria Parente (15. Jhd. – 1495) bezeichnet den jungen Fogliano in seiner Schrift Dialogo in commendazione delle donzelle modenensi (Modena 1482) als einen excellenten Organisten und Spieler anderer Tasteninstrumente sowie weiterer Instrumente, auch als Liebhaber einer gewissen Elisabetta Cavalarina. Im Jahr 1543 reiste Fogliano nach Parma zur Überprüfung der dort gebauten Orgel von Carlo Sabbadini aus Reggio. Eine ähnliche Orgelprüfung, nämlich in der Kirche San Francesco seiner Heimatstadt Modena, erbaut von Giovanni Cipria aus Finale, ist für das Jahr 1547 bekannt geworden. Der Modenaer Chronist Lancellotti hinterließ einen kurzen Bericht über Krankheit und Tod Foglianos, und dass der Komponist noch im hohen Alter bis kurz vor seinem Tod sein Amt ausgeübt hatte.

## Bedeutung
Die überlieferten Werke von Giacomo Fogliano stammen teilweise aus seiner Tätigkeit als Domorganist von Modena (vier Orgel-Ricercare und zehn liturgische Vesper-Psalmsätze), teilweise aus 29 Madrigalen aus einem Einzeldruck von 1547 und mehreren Sammeldrucken sowie einer kleinen Zahl von Frottolen, Lauden und Motetten. Eine besondere Bedeutung hat der Komponist insofern, als er sich mit einer Vielzahl von Gattungen beschäftigte und wie kein Zweiter auf dem Gebiet der Vokalmusik zwei zeitgenössische Generationen umspannte, nämlich die von Marco Cara und Bartolomeo Tromboncino einerseits und die von Philippe Verdelot und seinen Nachfolgern andererseits; dies gilt besonders für die beiden italienischen Kompositionstypen der Frottola und des Madrigals.
Die vier handschriftlich überlieferten Ricercare Foglianos, vermutlich um 1530 geschrieben, gehören neben den Recercari, motetti, canzoni. Libro Primo (Venedig 1523) von Marco Antonio Cavazzoni zu den ältesten italienischen Orgelwerken überhaupt. Seine zehn Vesperpsalm-Sätze enthalten zum Teil einfache, homorhythmische Abschnitte nahe dem Falsobordone-Typ, zum Teil aber kunstvollere imitatorische Partien. Die drei Motetten mit Foglianos gesicherter Autorschaft sind kunstvoll imitatorisch angelegt; die erste davon, das zweiteilige Christusgebet Adoramus te Jesu Christe, enthält häufige und nachdrückliche, in einen Blocksatz eingeschaltete Anreden. Die beiden anderen, Beati omnes, qui timent Dominum und De profundis clamavi, sind umfangreiche, zweiteilige Werke auf der Basis der jeweils ersten Strophen des 127. und 129. Psalms. Diese Psalm-Motetten unterscheiden sich im Stil erheblich von den etwas einfacheren Vesperpsalmen. Die einzige Lauda-Komposition, die Fogliano mit Sicherheit zugeschrieben werden kann, ist Ave Maria gratia plena, welcher die betreffende liturgische Melodie zugrunde liegt.
So weit aus der Überlieferung hervorgeht, hat Fogliano als einziger sowohl Frottolen als auch Madrigale verfasst und veröffentlicht. In der Ode Occhi suavi e chiari hat der Musikwissenschaftler Walter R. Rubsamen (1961) einen andeutungsweisen Übergang von der Frottola zum Madrigal gesehen. Eine Reihe von Stücken aus dem Madrigal-Individualdruck war schon in Handschriften und Drucken der 1530er Jahre erschienen, teilweise unter dem Namen von Verdelot. Die Frottolen fallen jedoch überwiegend in die Blütezeit dieser Gattung um 1510, die Madrigale dagegen in eine spätere Phase. Hier scheint Fogliano offenbar selbst an der Ausprägung des neueren Madrigaltyps beteiligt gewesen zu sein, wofür auch seine Tätigkeit in Modena spricht, während sich die Frühgeschichte des Madrigals in anderen Zentren Italiens abgespielt hat. Allerdings ist unsicher, ob Fogliano Verdelot gekannt hat, oder wie nun Foglianos Madrigale in die Quellen der 1530er Jahre gelangt sind. Bei dem Madrigaldruck von 1547 deuten andere Anzeichen darauf hin, dass hier über einen längeren Zeitraum hinweg entstandene Werke zusammengetragen worden sind.

## Werke
- Motetten (alle zu vier Stimmen)
  - Adoramus te Jesu Christe
  - Beati omnes, qui timent Dominum
  - De profundis clamavi
- Vesperpsalmen (alle zu vier Stimmen, vertont sind jeweils die ungeradzahligen Strophen)
  - Sede a dexteris (Psalm 109, 8. Ton)
  - In consilio justurum (Psalm 110, 4. Ton)
  - In mandatis eius (Psalm 111, 1. Ton)
  - Laudate nomen Domini (Psalm 112, 1. Ton)
  - Domus Jacob de populo (Psalm 113, 8. Ton)
  - Ego autem humilitates (Psalm 115, 3. Ton)
  - Facti sumus sicut (Psalm 125, 1. Ton)
  - Qui ambulat in viis (Psalm 127, 1. Ton, unvollständig)
  - Et omnis mansuetudinis (Psalm 131, 8. Ton)
  - Tu cognovisti sessionem (Psalm 138, 8. Ton)
- Lauden (alle zu vier Stimmen)
  - Ave Maria gratia plena, es gibt eine am Anfang abweichende Fassung
  - Vengo a te, madre Maria, ist in derselben Quelle mit dem Text Senza te, alta Maria D. Nicolo zugeschrieben
- Frottolen (alle zu vier Stimmen)
  - Donna ingrata hor non più guerra
  - L’amor donna ch’io te porto
  - La non vol esser più mia, teilweise Bartolomeo Tromboncino zugeschrieben
  - La pietà chiuso ha le parte
  - Occhi mei, ch’al mirar
  - Odete aure suavi
  - Piangho el mio fedel servire
  - Pur al fin convien
  - Quanto più quo pro l’amoroso foco
  - Scoprirte mille volte o fatto pruova
  - Segue cuor e non restare
  - Si dederò el mio core al d’amore
  - Tua volsi esser sempre mai
- Madrigale
  - Alla mia grave pen’ al mio tormento zu drei Stimmen
  - Amor è questo il fronte zu fünf Stimmen
  - Amor [s]e so che sai zu fünf Stimmen
  - Chi vol cantar di donna la beltade zu fünf Stimmen
  - Diva signorina mia zu fünf Stimmen
  - Dolor crudel che sempre zu fünf Stimmen
  - Fuggite pur fuggite ch’io non curo zu fünf Stimmen
  - Gran miracol d’amore zu fünf Stimmen
  - Io vorrei dio d’amore zu drei Stimmen, teilweise Costanzo Festa zugeschrieben
  - Madonna hor c’ho da fare zu fünf Stimmen
  - Madonna io vi vo dire zu fünf Stimmen
  - Madonna la pietade zu fünf Stimmen, Text: Cino da Pistoia
  - Madonna se’l morire zu fünf Stimmen
  - Madonna somm’accorto zu fünf Stimmen
  - Mentre mia dura sorte zu fünf Stimmen
  - Miser chi in amar donna il suo cor mette zu fünf Stimmen
  - Morte dhe viene hormai zu fünf Stimmen
  - Non haranno mai fin questi sospiri zu fünf Stimmen
  - O invidia nemica di virtute zu fünf Stimmen, Text: Petrarca
  - Perche non posso io dir cantando in rima zu fünf Stimmen, in der Tavola irrtümlich als 5. Teil von Tamquam aurum angeführt
  - Poich’io viddi zu drei Stimmen
  - Quando amor quei begli occhi zu fünf Stimmen
  - Si come alhor alhora zu fünf Stimmen
  - Si come chiar si vede zu fünf Stimmen
  - S’in me potesse morte zu fünf Stimmen
  - So ben che tanta gratia il ciel zu drei Stimmen
  - Tamquam aurum in fornace zu fünf Stimmen
  - Tanto è l’empio dolor che’l cor mi strugge zu fünf Stimmen
  - Vergene santa d’ogni gratia piena zu fünf Stimmen
- Instrumentalmusik
  - Vier Ricercare für Orgel.

## Ausgaben
- Die mehrstimmige italienische Laude um 1500. Hrsg.: Knud Jeppesen. V. Brøndal, Kopenhagen/Leipzig 1935.
- Marco Antonio Cavazzoni: ricercari, motetti, canzoni. Jacobo Fogliano, Julio segni ed anonimi: ricercari e ricercate. Hrsg.: G. Benvenuti. Mailand 1941 (= I classici musici italiani. Nr. 1)
- Italia sacra musica. Hrsg.: Knud Jeppesen. Band 1. Kopenhagen 1962.
- G. Fogliano, Madrigali a cinque voci il primo libro, Padua 1547. Hrsg.: J. A. Owens. New York/London 1994 (= Sixteenth Century Madrigal. Nr. 13)
- Ottaviano Petrucci, Frottolo libro undecesimo. Hrsg.: F. Luisi. Padua 1997 (= Le frottole Petrucci. Nr. 1).